# Cazasu
Cazasu é uma comuna romena localizada no distrito de Brăila, na região de Muntênia. A comuna possui uma área de 26.88 km² e sua população era de 3145 habitantes segundo o censo de 2007.